# Magdalenefjorden
Magdalenefjorden is een fjord van het eiland Spitsbergen, dat deel uitmaakt van de Noorse eilandengroep Spitsbergen.
Het fjord is vernoemd naar Maria Magdalena.

## Geografie
Het fjord is zuidoost-noordwest georiënteerd met een lengte van ongeveer acht kilometer en een breedte van ongeveer vijf kilometer. Ze mondt in het oosten uit in de Groenlandzee. In het zuiden van het fjord bevindt zich de baai Gullybukta. Het fjord ligt in het westen van Albert I Land.
Op ongeveer vijf kilometer naar het noordoosten ligt het grotere fjord Smeerenburgfjorden en meer dan 25 kilometer naar het zuiden liggen de fjorden Lilliehöökfjorden en Krossfjorden.